# Jatayu Earth's Center
Jatayu Earth's Center is een natuurpark in Chadayamangalam bij Kollam in de deelstaat Kerala in India. De naam is gebaseerd op Jatayu, de halfgod in de vorm van een arend uit de Ramayana, het grote epos uit het hindoeïsme. Jatayu zou op deze plaats gestorven zijn.

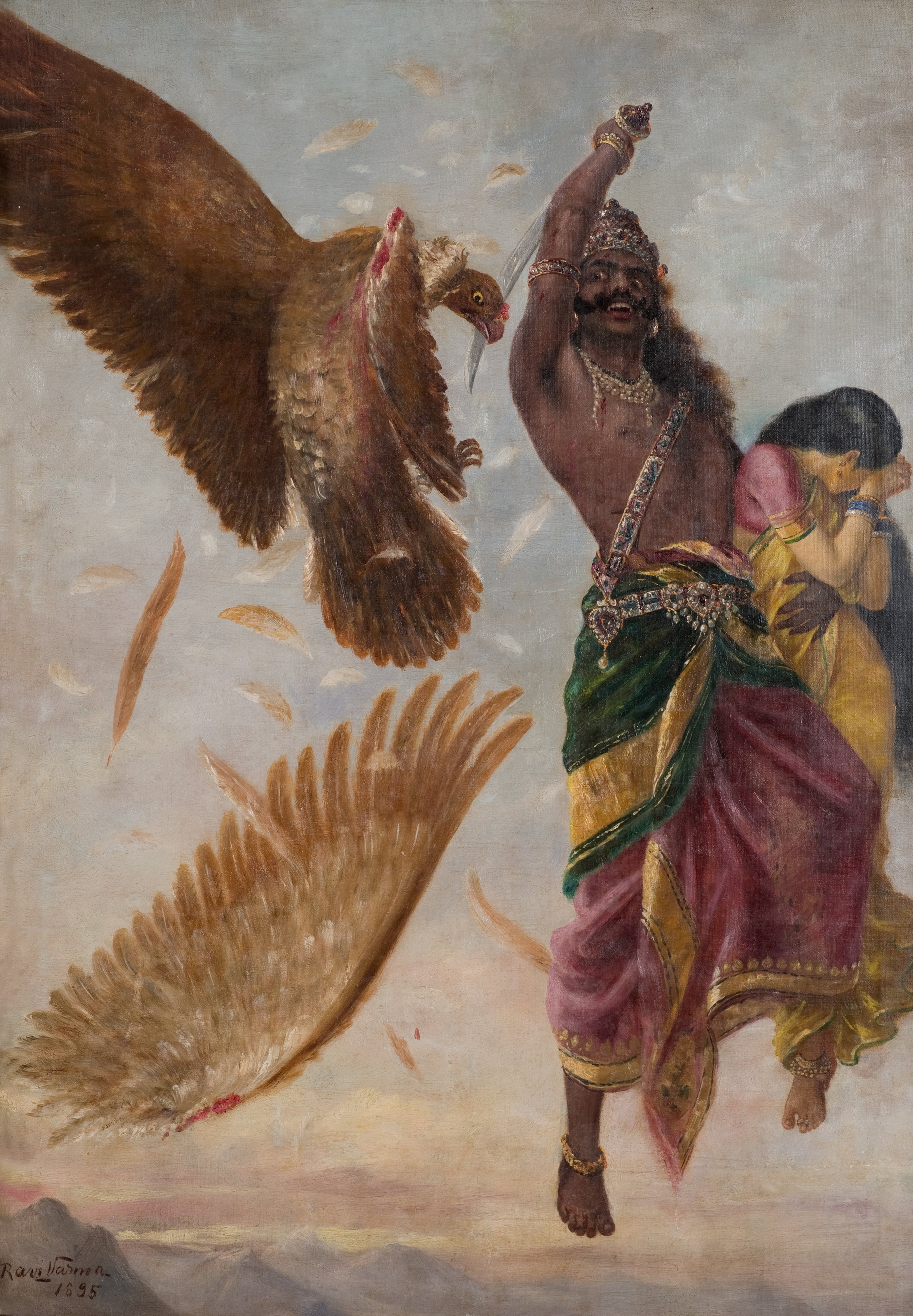
De demon Ravana snijdt de vleugels af van Jatayu

## Bezienswaardigheden
- Het grootste standbeeld ter wereld (21 × 46 × 61 m) dat een vogel voorstelt.
- Digitaal museum